# Žehuň
Žehuň (německy Zehun) je obec ve Středočeském kraji, v okrese Kolín, asi patnáct kilometrů severovýchodně od Kolína. Žije zde 449 obyvatel. Žehuň je také název katastrálního území.

## Název
Název vesnice je odvozen z osobního jména Žehún, které vzniklo ze slovesa žéci (staroslověnsky žego), tj. páliti.  V historických pramenech se jméno objevuje ve tvarech: Segun (1137), Zehun (1358), Zahuna (1367), Zahuna (1352–1405), Zehun (1380), v Zehuny (1415), in Ziehunie (1456), Ziehaun (1542), Žehunie (1654), Schehun, Žehun a Žehaunie (1790), Schehun, Žehun a Zehaun (1835), Žehaun (1848), Žehoun či Žehun (1854) nebo Žehuň (1886).

## Historie
Na jihozápadním břehu Žehuňského rybníka, podél původního toku řeky Cidliny, se nacházelo pravěké sídliště osídlené v šestém až prvním století před naším letopočtem (tj. v době halštatské a laténské). Laténské sídliště dosahovalo rozlohy až 12,5 hektaru. Svým rozsahem tak patřilo k centrálnímu typu sídel, která byla přechodem mezi venkovskými sídlišti a rozsáhlými nížinnými aglomeracemi. Podle nalezených artefaktů se obyvatelé sídliště intenzívně podíleli na místním i dálkovém obchodu, a určité indicie naznačují také možnou místní výrobu mincí.
První písemná zmínka o vesnici pochází z roku 1137, kdy řeholníci z Opatovic nad Labem postavili v Žehuni kostel a vysvětili ho spolupatronovi řádu benediktinů a německému misionáři svatému Gothardovi. U kostela od středověku stávala kostnice. Při jihovýchodním okraji Žehuňského rybníka v lokalitě Na zámečku stával blatný hrádek, přestavěný ve 14.–15. století na tvrz, jejíž stavební pozůstatky se dosud objevují při vypuštění rybníka.
Poštovní úřad v Žehuni byl založen v letech 1868–1869.

### Územněsprávní začlenění

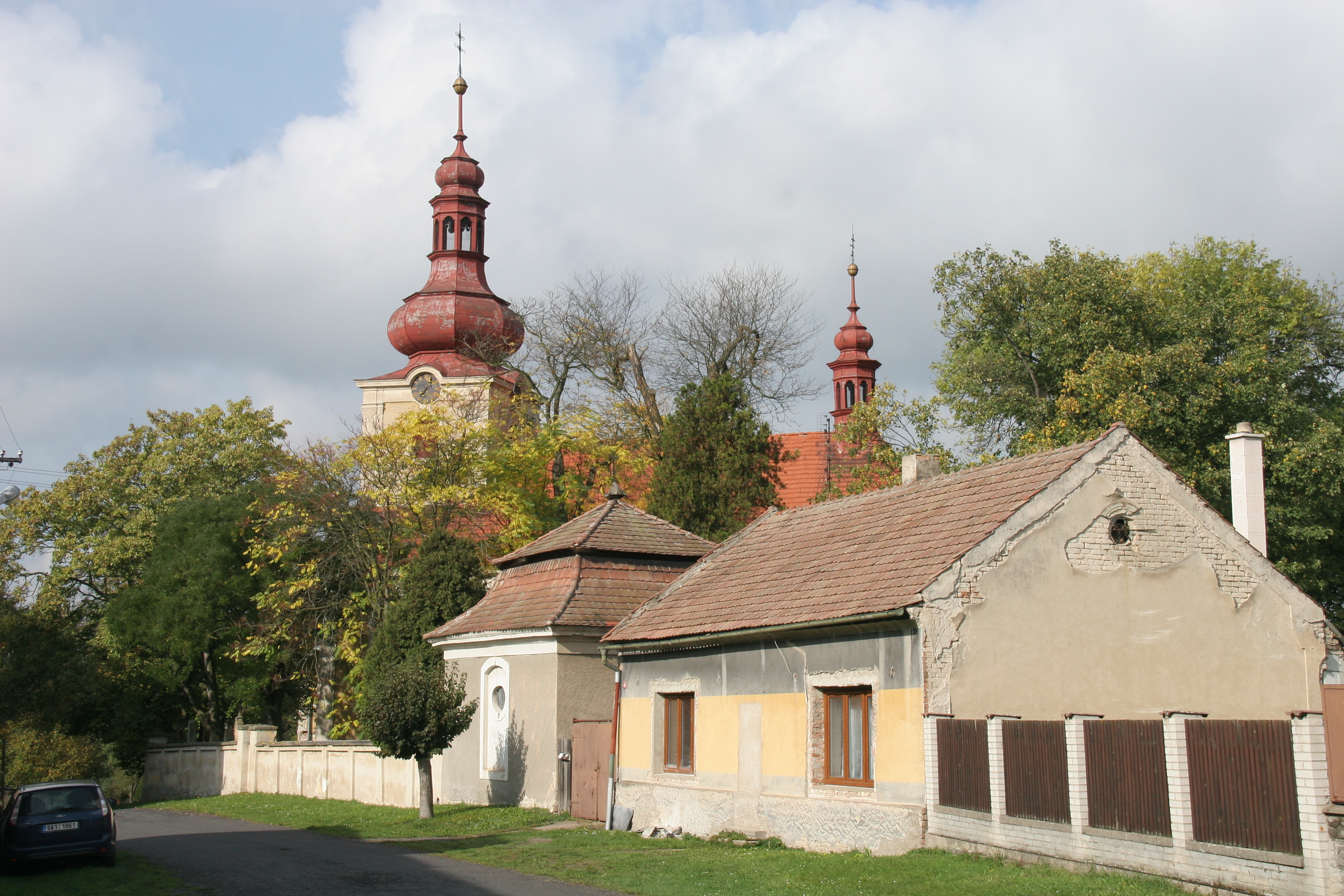
Domy ve středu vesnice

V chronologickém přehledu je uvedena územně administrativní příslušnost obce v roce, kdy ke změně došlo:
- 1850 země česká, kraj Jičín, politický okres Poděbrady, soudní okres Městec Králové [10]
- 1855 země česká, kraj Jičín, soudní okres Městec Králové
- 1868 země česká, politický okres Poděbrady, soudní okres Městec Králové
- 1939 země česká, Oberlandrat Kolín, politický okres Poděbrady, soudní okres Městec Králové [11]
- 1942 země česká, Oberlandrat Praha, politický okres Poděbrady, soudní okres Městec Králové [12]
- 1945 země česká, správní okres Poděbrady, soudní okres Městec Králové [13]
- 1949 Pražský kraj, okres Poděbrady[14]
- 1960 Středočeský kraj, okres Nymburk
- 2003 Středočeský kraj, okres Nymburk, obec s rozšířenou působností Kolín
- 2007 Středočeský kraj, okres Kolín, obec s rozšířenou působností Kolín[15]

### Rok 1932
V obci Žehuň (přísl. Nová Báň, 1223 obyvatel, poštovní úřad, četnická stanice, katolický kostel, sbor dobrovolných hasičů) byly v roce 1932 evidovány tyto živnosti a obchody: lékař, autodoprava, bednář, biograf Lido-Bio, obchod s cukrovinkami, obchod s dřívím, 2 holiči, 4 hostince, 2 kapelníci, kolář, obchod s koňmi, 2 kováři, 2 krejčí, malíř, obchod s máslem a vejci, mlýn, obchod s obuví Baťa, obuvník, 3 pekaři, 2 rolníci, 4 řezníci, 5 obchodů se smíšeným zbožím, spořitelní a záložní spolek pro Žehuň, obchod se střižním zbožím, 3 trafiky, 2 truhláři, zahradnictví, 3 zámečníci, zubní ateliér.

## Přírodní poměry

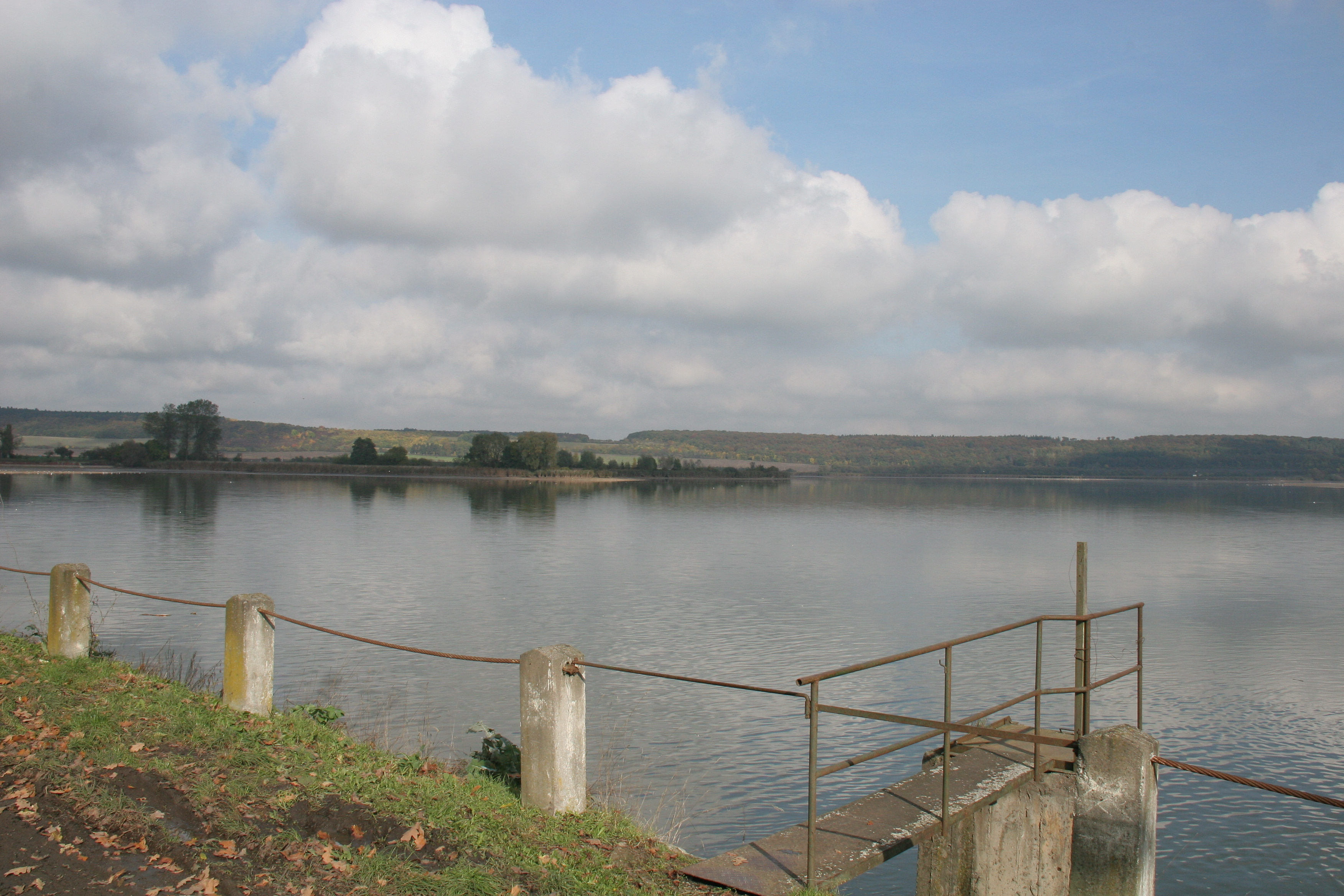
Žehuňský rybník

Od severního okraje vesnice směrem k východu se táhne velký Žehuňský rybník chráněný jako národní přírodní památka. Do severovýchodního cípu katastrálního území obce zasahuje malá část národní přírodní rezervace Kněžičky. Obě chráněná území jsou součástí ptačí oblasti Žehuňský rybník – Obora Kněžičky. Jižně od vesnice se nachází vrch Kozí hůra, na jehož úpatí leží tři části přírodní památky Kozí hůra. V centru vesnice lípy v Žehuni chráněné jako památné stromy. Další památný strom, Dub v Žehuni, roste na hrázi Žehuňského rybníka.

## Doprava
Obcí prochází silnice II/328 Jičíněves–Kolín. Ve vzdálenosti dvou kilometrů vede dálnice D11 s exitem 50 (Dobšice). Územím obce vede železniční železniční trať Velký Osek – Choceň. Je to jednokolejná elektrizovaná celostátní trať, doprava na ní byla zahájena roku 1870. Na území obce Žehuň leží železniční stanice Choťovice.
V roce 2011 v obci měly zastávky příměstské autobusové linky Kolín – Choťovice – Žiželice (v pracovních dnech sedm spojů, o víkendu dva spoje), Městec Králové – Kolín (v pracovních dnech šest spojů) a Poděbrady – Žehuň – Hradčany (v pracovních dnech sedm spojů). Dopravcem byla Okresní autobusová doprava Kolín. V železniční stanici Choťovice (katastrální území obce Žehuň) zastavovaly denně čtyři páry spěšných vlaků.

## Kultura

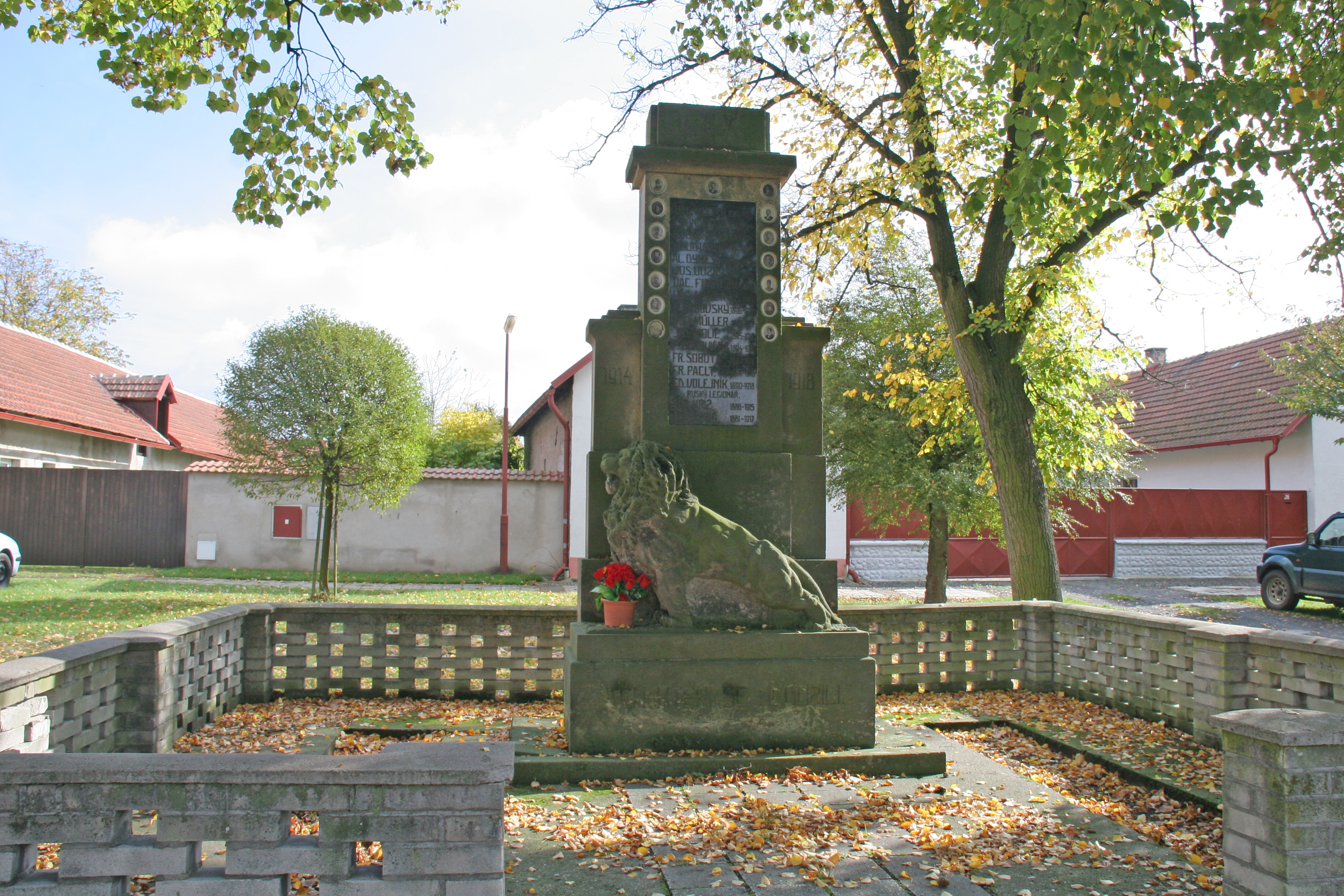
Pomník padlým

V obci Žehuň funguje soukromý amfiteátr, který je v provozu od června 2013. Patří firmě Projekt JF a DH. Sportovní vyžití v obci nabízí stolní tenis. Oddíl TTC čítá 30 členů. Jeho celky zde hrají krajský přebor a okresní soutěže.

## Pamětihodnosti

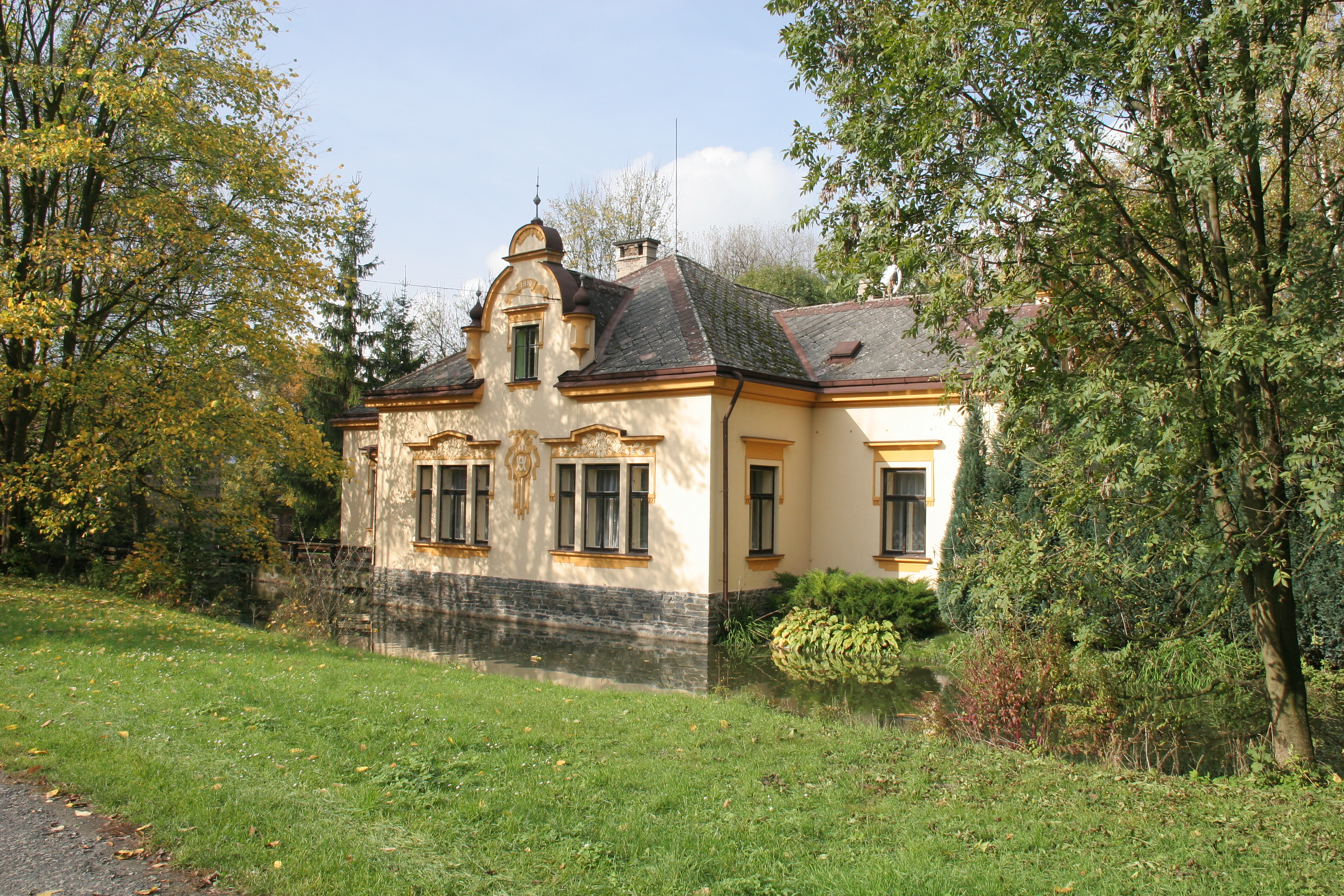
Václavíkova vila

- Kostel svatého Gotharda, postavený na základech románské stavby, nyní pozdně barokní areál kostela s ohradní zdí s branou a kostnicí
- Kostnice – od středověku do 19. století používaná kostnice obsahuje kosterní pozůstatky téměř tisíce zemřelých a je veřejnosti přístupná; v roce 2019 byla zkoumána antropology, podle lebek, rozbitých řemdihem nebo cepem byly zjištěny ostatky obětí husitské bitvy u Lipan z roku 1434.[19]
- Socha svatého Jana Nepomuckého
- Motorový mlýn čp. 2
- Vila čp. 7 (Václavíkova vila)
- Škola čp. 52
- Fara čp. 1